# Heinrich Foerster (Landrat)
Heinrich Foerster war ein preußischer Kreisdeputierter und 1829/1830 auftragsweise Landrat des Kreises Waldbröl.
Foerster, Landwirt bzw. Gutsbesitzer aus Puhl versah nach dem Tod des ersten preußischen Landrats des Kreises Waldbröl, Heinrich Joseph Joesten, als Kreisdeputierter vom 1. Juni 1829 bis Anfang 1830 auftragsweise die Geschäfte des Landrats. Abgelöst wurde er durch den Kreissekretär Wolter Plasmann.